# Tom Ljungman
Tom Kjell Ljungman, född 29 maj 1991 i Stockholm, är en svensk skådespelare.
Han har medverkat i flera TV-produktioner, bland annat i Gåsmamman och De halvt dolda, men är mest känd för rollen som adoptivsonen Patrik i filmen Patrik 1,5. Som barn medverkade han i filmen Errol och senare spelade han Foppa i Livet enligt Rosa.
Ljungman har även spelat baseboll i Stockholms BSK.
Hans far är TV 3-profilen Jonny Ljungman.

## Filmografi
| År   | Titel                                        | Roll                      | Noteringar         |
| ---- | -------------------------------------------- | ------------------------- | ------------------ |
| 2003 | Errol                                        | Errol                     | TV-serie           |
| 2004 | Pappa Jansson                                | Arvid                     | Kortfilm           |
| 2005 | Livet enligt Rosa                            | Foppa                     | 2 avsnitt          |
| 2005 | Graven                                       | Ninas son                 | 1 avsnitt          |
| 2005 | Länge leve Lennart                           | Tommy                     | Novellfilm         |
| 2006 | Kvarteret Skatan                             | Filips kompis             | TV-serie 1 avsnitt |
| 2008 | Låt den rätte komma in                       | Okrediterad roll          |                    |
| 2008 | Patrik 1,5                                   | Patrik Eriksson           |                    |
| 2008 | Oskyldigt dömd                               | Oskar Karlsson            | TV-serie 1 avsnitt |
| 2009 | Wallander - Skytten                          | Hector Ussi               |                    |
| 2009 | De halvt dolda                               | Linus                     | TV-serie           |
| 2009 | Fallet - Rödeby                              | Micke                     | TV-serie 1 avsnitt |
| 2010 | 7x - Lika barn leka bäst                     | Morgan                    | TV-serie           |
| 2011 | Kyss mig                                     | Oskar                     |                    |
| 2011 | Jag saknar dig                               | Stefan                    |                    |
| 2011 | Maria Wern - Drömmar ur snö                  | Tom                       |                    |
| 2011 | Medan allt händer                            | Ola                       | Kortfilm           |
| 2011 | Girl                                         | Alex                      | Kortfilm           |
| 2011 | Kronjuvelerna                                | Jésus Fernandez (röst)    |                    |
| 2012 | Jävla pojkar                                 | Kristoffer                |                    |
| 2012 | Berättelsen om Pi                            | Pi Patel (röst)           |                    |
| 2012 | Johan Falk - Barninfiltratören               | Ricky                     |                    |
| 2012 | Fjällbackamorden - Strandridaren             | Ante                      |                    |
| 2013 | Gryning                                      | Axel                      | Kortfilm           |
| 2013 | What the hell are you gonna do in Stockholm? | Finn                      | Kortfilm           |
| 2014 | Viva Hate                                    | Daniel                    | TV-serie           |
| 2014 | Ceasar                                       | Ola                       | Kortfilm           |
| 2014 | Hollys Hjältar                               | Nick (röst)               | TV-serie           |
| 2015 | Ronja Rövardotter                            | Lill-Klippen (röst)       | TV-serie           |
| 2015 | Girls & Boys                                 | Sebastien                 | Kortfilm           |
| 2016 | Juicebaren                                   | Alexander                 | TV-serie           |
| 2019 | Innan vi dör                                 | Fevsi                     | TV-serie           |
| 2019 | Dröm                                         | Vuxna Hjalmar             | TV-serie           |
| 2019 | Gåsmamman                                    | Janusz Thuchlin (del 1-8) | TV-serie           |